# Pseudomarrubium
Pseudomarrubium es un género monotípico de plantas con flores perteneciente a la familia Lamiaceae. Su única especie: Pseudomarrubium eremostachydioides Popov, Bot. Mater. Gerb. Bot. Inst. Komarova Akad. Nauk S.S.S.R. 8: 75 (1940), es originaria de Kazajistán en Karatau.

## Sinonimia
- Neustruevia karatavica Juz. in V.L.Komarov, Fl. URSS 20: 527 (1954).[1]